# Johanna Madeleine Elout
Johanna Madeleine (Nancy) Selleger-Elout (Utrecht, 15 maart 1875 – Bergen (NH), 5 mei 1957) was een Nederlandse jeugdschrijver en theosoof.

## Levensloop
Johanna Elout, lid van de familie Elout, bracht haar kindertijd door in Domburg, waar ze ook school liep. Toen ze dertien was, ging ze naar de kostschool. Eerst in Utrecht en later in Amersfoort.
Toen ze twintig was vertrok ze naar Den Haag. Ze werkte er een tijdlang in het Haagse Diaconessenhuis Ziekenhuis Bronovo, gesticht door haar tantes. Ze schreef toen ontelbare gelegenheidsgedichten voor kooruitvoeringen. Plots vertrok ze naar Genève (Zwitserland). Ze ontmoette daar professor Ernest Louis Selleger, een papierfabrikant waarmee ze in 1905 trouwde. Ze kregen twee zoons. Johanna werd net als haar man, theosoof.
Tijdens de Tweede Wereldoorlog verloor ze haar huis. Door de brand die ontstond, na een bombardement, verloor ze alles, ook haar boeken. Dankzij de hulp van vrienden kon ze weer een kleine bibliotheek samenstellen.
Elout had, voordat ze met het schrijven van boeken begon, heel wat interesses. Ze leerde muziek, eerst piano en daarna zang en piano, orgel en viool. Ook leerde ze tekenen en schilderen, naaien, borduren, breien, haken.
Ze was een gelovige vrouw en een natuurmens. Ze wandelde graag en voelde zich thuis tussen bloemen en planten. Ze verdiepte zich in astrologie.
Schrijven leek voor haar een natuurlijke drang. Al heel jong schreef ze gedichten en verhaaltjes. Vaak verscheurde ze die of maakte ze niet af. Ze trok zich ook graag terug als ze schreef. Met het schrijven van kinderboeken begon ze pas op latere leeftijd. Hoewel ze een welgestelde vrouw was, spelen de verhalen in haar boeken zich meestal af op het platteland en vrijwel allemaal in gewone, armoedige gezinnen.
Ze schreef ook verhalen in tijdschriften, soms onder een pseudoniem.
Elout schreef boeken, meestal religieus getint, met een positieve strekking. Mildheid en idealisme staan op de voorgrond.

## Werken
- Laurientje (1931), met illustraties van Berhardina Midderigh-Bokhorst
- Kampvuursprookjes (1931)
- Lijsje Lorresnor (1932)
- Keesje Pieterselie (1932)
- Ruth Teiling (1933)
- Mensen in de storm (1933)
- Jonge Levens (1933)
- Vergeef ons onze zonden (1933)
- Marian en Marion (1934), met illustraties van Berhardina  Midderigh-Bokhorst
- Menschen in den storm (1935) - proza
- Sanne van de Rozenhof (1936)
- De kinderen van Kees Populier (1936)
- Een zomer met Lijsje Lorresnor (1939)
- Sef's grote avontuur (1947)
- Het meisjesboek Kenau (1949)
- Andertje (1950)

Tijdschriften
- Schoolkrant kostschool Utrecht: eerste verhalen
- Pniël: Poëzie (onder pseudoniem)
- Zonneschijn: kinderverhalen